# Osteòfit
Els osteòfits són proliferacions òssies que es formen al llarg dels marges articulars d'una articulació afectada d'artrosi. No s'han de confondre amb els entesòfits, que són projeccions òssies que es formen en la inserció d'un tendó o lligament. En alguns casos els osteòfits no sempre es distingeixen de les exostosis de manera definida, tot i que en molts casos hi ha diverses diferències. Els osteòfits solen ser intraarticulars (dins de la càpsula articular).